# Willowbrook (Califòrnia)
Willowbrook és una concentració de població designada pel cens dels Estats Units a l'estat de Califòrnia. Segons el cens del 2000 tenia 34.138 habitants.

## Demografia
Segons el cens del 2000, Willowbrook tenia 34.138 habitants, 8.476 habitatges, i 6.823 famílies. La densitat de població era de 3.524,3 habitants/km².
Dels 8.476 habitatges en un 47,8% hi vivien nens de menys de 18 anys, en un 42,5% hi vivien parelles casades, en un 29,9% dones solteres, i en un 19,5% no eren unitats familiars. En el 16,1% dels habitatges hi vivien persones soles el 7,8% de les quals corresponia a persones de 65 anys o més que vivien soles. El nombre mitjà de persones vivint en cada habitatge era de 3,97 i el nombre mitjà de persones que vivien en cada família era de 4,35.
Per edats la població es repartia de la següent manera: un 37,3% tenia menys de 18 anys, un 10,9% entre 18 i 24, un 28,4% entre 25 i 44, un 14,7% de 45 a 60 i un 8,7% 65 anys o més.
L'edat mediana era de 26 anys. Per cada 100 dones de 18 o més anys hi havia 87,6 homes.
La renda mediana per habitatge era de 27.811 $ i la renda mediana per família de 30.107 $. Els homes tenien una renda mediana de 22.250 $ mentre que les dones 23.615 $. La renda per capita de la població era de 9.865 $. Entorn del 26,8% de les famílies i el 30,7% de la població estaven per davall del llindar de pobresa.

## Poblacions més properes
El següent diagrama mostra les poblacions més properes.